# Marija Rekst
Marija Rekst (polnisch Maria Rekść; * 9. November 1956 in Daulėnai, Rajongemeinde Šalčininkai) ist eine litauische Politikerin polnischer Herkunft.

## Leben
1975 absolvierte Marija Rekst Buchhaltung am Technikum für Landwirtschaft in Vilnius und 2009 das Studium der Pädagogik in Łódź. Von 1975 bis 1977 arbeitete sie im „Akmenynės“-Kolchos im Rajon Šalčininkai und von 1977 bis 2003 in Rukainiai. Von 2004 bis 2023 war sie Bürgermeisterin der Rajongemeinde Vilnius.
Marija Rekst war Mitglied der Lietuvos komunistų partija und ab 1988 der Lietuvos lenkų sąjunga und ab 1994 der Lietuvos lenkų rinkimų akcija.

## Familie
Marija Rekst ist verheiratet. Mit Mann Vladislav hat sie die Kinder Alicija und Vladislav.